# Mateus Carvalho
Mateus Carvalho dos Santos, noto anche con lo pseudonimo di Mateus Cocão (Tucuruí, 18 marzo 2002), è un calciatore brasiliano, attaccante del Vasco da Gama.

## Carriera
Mateus Carvalho ha iniziato la sua carriera con la squadra della città natale, l'Independente-PA, entrando direttamente nella rosa della prima squadra nel 2020 in Série D. L'anno successivo, dopo aver giocato nel Campeonato Paraense, è passato al Miramar (PB).
Nel 2022 si è trasferito al Náutico. Ha esordito in prima squadra il 10 agosto dello stesso anno nella vittoria casalinga per 2-1 in Série B contro il CRB. Nella stagione successiva è stato promosso in pianta stabile in prima squadra.
Il 14 aprile 2023 è stato ceduto in prestito per un anno con diritto di riscatto al Vasco da Gama. Ha debuttato in Série A il 27 maggio contro il Fortaleza.

## Statistiche

### Presenze e reti nei club
Statistiche aggiornate al 8 luglio 2023.
| Stagione        | Squadra         | Campionato      | Campionato | Campionato | Coppe nazionali | Coppe nazionali | Coppe nazionali | Coppe continentali | Coppe continentali | Coppe continentali | Altre coppe | Altre coppe | Altre coppe | Totale | Totale | Totale |
| Stagione        | Squadra         | Comp            | Pres       | Reti       | Comp            | Pres            | Reti            | Comp               | Pres               | Reti               | Comp        | Pres        | Reti        | Pres   | Reti   |        |
| --------------- | --------------- | --------------- | ---------- | ---------- | --------------- | --------------- | --------------- | ------------------ | ------------------ | ------------------ | ----------- | ----------- | ----------- | ------ | ------ | ------ |
| 2020            | Independente-PA | PD/PA+D         | 1+14       | 0+1        |                 | -               | -               |                    | -                  | -                  | CV          | 3           | 0           | 18     | 1      |        |
| 2021            | Independente-PA | PD/PA           | 7          | 0          |                 | -               | -               |                    | -                  | -                  |             | -           | -           | 7      | 0      |        |
| 2022            | Náutico         | PD/PA+B         | 0+6        | 0          | CB              | 0               | 0               |                    | -                  | -                  |             | -           | -           | 6      | 0      |        |
| 2023            | Náutico         | PD/PA+C         | 9+0        | 0          | CB              | 0               | 0               |                    | -                  | -                  | CdN         | 5           | 0           | 14     | 0      |        |
| 2023            | Vasco da Gama   | A/RJ+A          | 0+5        | 0          | CB              | 0               | 0               |                    | -                  | -                  |             | -           | -           | 5      | 0      |        |
| Totale carriera | Totale carriera | Totale carriera | 42         | 1          |                 | 0               | 0               |                    | -                  | -                  |             | 8           | 0           | 50     | 1      |        |